# На Цезаря
«На Цезаря» — условное название стихотворения римского поэта Гая Валерия Катулла, включённого в состав посмертного сборника («Книги Катулла Веронского») под номером 93. Здесь автор обращается к Гаю Юлию Цезарю со словами: «Меньше всего я стремлюсь тебе быть по сердцу, Цезарь: // Что мне, белый ли ты, чёрный ли ты человек?».
Исследователи квалифицируют эту реплику как достаточно грубый ответ на предложение Цезаря помириться после ряда выпадов Катулла в адрес самого Гая Юлия и его подчинённого Мамурры. Впоследствии примирение всё же произошло.
Слова о «белом и чёрном» — часть античной поговорки, которую можно встретить в одной из филиппик Цицерона и в одной из басен Федра.